# Senorbì
Senorbì (en sard, Senorbì) és un municipi italià, dins de la província de Sardenya del Sud. L'any 2007 tenia 4.419 habitants. Es troba a la regió de Trexenta. Limita amb els municipis d'Ortacesus, San Basilio, Sant'Andrea Frius, Selegas, Siurgus Donigala i Suelli.

## Administració
| Període | Identitat       | Partit        |
| ------- | --------------- | ------------- |
| 2006-   | Adalberto Sanna | Llista cívica |